# 婁学謙
婁 学謙（ろう がくけん、繁体字: 婁學謙; 簡体字: 娄学谦; 拼音: Lóu Xuéqiān; ウェード式: Lou Hsüe-ch'ien）は、中華民国・満州国の司法官。字は静庵。

## 事績
1912年（民国元年）に北京朝陽大学法科を卒業し、中華民国第2期司法官として採用された。以後、吉林省長春地方審判庁推事、吉林高等審判庁学習推事、山西省太原地方検察庁検察官候補、山西省河東第一高等検察庁検察官を歴任している。1927年（民国16年）、国務院から簡任文官とされた。
満州国建国後の1932年（大同元年）3月、婁学謙は黒竜江省高等検察庁庁長に起用され、翌年に奉天省高等法院院長に転じた。1942年（康徳9年）5月、井野英一の後任として最高法院院長に昇進、満州国滅亡まで在任した。満州国滅亡後、婁學謙は中国共産党に逮捕され思想改造を受けたとされるが、没年や最終的な行方等は不詳である。

## 注
1. ↑  『大満洲帝国名鑑』「黒竜江省」、14頁は「本年四十四歳」と記述している。
2. ↑  現在は黒竜江省の管轄。
3. 1 2  哈爾浜地情網。
4. ↑  劉ほか主編（1995）、1187･1193頁。
5. ↑  郭主編（1990）、1822-1823頁。